# Aaron Van Poucke
Aaron Van Poucke (ur. 4 kwietnia 1998 w Brugii) – belgijski kolarz szosowy.

## Osiągnięcia
Opracowano na podstawie:

2016
- 3. miejsce w mistrzostwach Belgii juniorów (jazda drużynowa na czas)
- 3. miejsce w Route des Géants

2018
- 3. miejsce w Wyścigu Solidarności i Olimpijczyków
  - 1. miejsce w klasyfikacji młodzieżowej
- 1. miejsce na 1. etapie Okolo Jižních Čech (jazda drużynowa na czas)

2022
- 1. miejsce w klasyfikacji górskiej Tour de Hongrie
- 3. miejsce w ZLM Tour

2023
- 1. miejsce w klasyfikacji sprinterskiej Vuelta a Andalucía

## Rankingi
| Rok             | 2018  | 2019  | 2020 | 2021  | 2022 | 2023  | 2024  |
| --------------- | ----- | ----- | ---- | ----- | ---- | ----- | ----- |
| World Ranking   | 1390. | 1491. | 759. | 1015. | 406. | 2073. | 1622. |
| UCI Europe Tour | 870.  | 998.  | 607. | 754.  | 326. | -     | -     |
|                 |       |       |      |       |      |       |       |
| Źródło: UCI     |       |       |      |       |      |       |       |